# Veias radiais
A veia radial é uma veia do membro superior.